# Tiszaszentmárton, Szabolcs-Szatmár-Bereg
Tiszaszentmárton  este un sat în districtul Záhony, județul Szabolcs-Szatmár-Bereg, Ungaria, având o populație de 1.214 locuitori (2011). 

## Demografie
Componența etnică a satului Tiszaszentmárton
     Maghiari (80,62%)
     Romi (19,15%)
     Ucraineni (0,23%)
Componența confesională a satului Tiszaszentmárton
     Reformați (76,03%)
     Romano-catolici (2,88%)
     Fără religie (1,24%)
     Necunoscută (18,95%)
     Greco-catolici (0,91%)
     Alte religii (0,58%)
Conform recensământului din 2011, satul Tiszaszentmárton avea 1.214 locuitori. Din punct de vedere etnic, majoritatea locuitorilor (80,62%) erau maghiari, cu o minoritate de romi (19,15%).  Din punct de vedere confesional, majoritatea locuitorilor (76,03%) erau reformați, existând și minorități de romano-catolici (2,88%) și persoane fără religie (1,24%). Pentru 18,95% din locuitori nu este cunoscută apartenența confesională.